# Athletic Football Club Bournemouth 2011-2012
Questa voce raccoglie le informazioni riguardanti l'Athletic Football Club Bournemouth nelle competizioni ufficiali della stagione 2011-2012.

## Organico

### Rosa
| N. |                        | Ruolo | Calciatore              |
| -- | ---------------------- | ----- | ----------------------- |
| 1  | Inghilterra (bandiera) | P     | Shwan Jalal             |
| 3  | Inghilterra (bandiera) | D     | Steve Cook              |
| 4  | Inghilterra (bandiera) | D     | Shaun Cooper            |
| 5  | Inghilterra (bandiera) | D     | Adam Barrett (capitano) |
| 6  | Galles (bandiera)      | C     | Joe Partington          |
| 7  | Inghilterra (bandiera) | C     | Marc Pugh               |
| 8  | Irlanda (bandiera)     | C     | Harry Arter             |
| 9  | Inghilterra (bandiera) | A     | Wesley Thomas           |
| 10 | Inghilterra (bandiera) | A     | Charlie Sheringham      |
| 11 | Inghilterra (bandiera) | D     | Charlie Daniels         |
| 12 | Inghilterra (bandiera) | C     | Wes Fogden              |
| 15 | Inghilterra (bandiera) | C     | Steven Gregory          |
| 16 | Galles (bandiera)      | C     | Shaun MacDonald         |
| 17 | Inghilterra (bandiera) | C     | Elliot Ward             |
| 18 | Inghilterra (bandiera) | D     | Simon Francis           |
| 19 | Inghilterra (bandiera) | D     | Stephen Purches         |

| N. |                        | Ruolo | Calciatore       |
| -- | ---------------------- | ----- | ---------------- |
| 20 | Inghilterra (bandiera) | C     | Mark Molesley    |
| 21 | Inghilterra (bandiera) | A     | Alex Parsons     |
| 22 | Inghilterra (bandiera) | C     | Scott Malone     |
| 23 | Inghilterra (bandiera) | P     | Darryl Flahavan  |
| 25 | Inghilterra (bandiera) | A     | Matt Tubbs       |
| 26 | Francia (bandiera)     | D     | Mathieu Baudry   |
| 29 | Inghilterra (bandiera) | A     | Jayden Stockley  |
| 30 | Inghilterra (bandiera) | P     | Dan Thomas       |
| 31 | Inghilterra (bandiera) | D     | Dan Strugnell    |
| 32 | Irlanda (bandiera)     | C     | Donal McDermott  |
| 33 | Inghilterra (bandiera) | A     | Steve Fletcher   |
| 34 | Inghilterra (bandiera) | D     | Miles Addison    |
| 35 | Inghilterra (bandiera) | P     | Jordan Seabright |
| 36 | Inghilterra (bandiera) | C     | Josh Carmichael  |
| 37 | Inghilterra (bandiera) | D     | Gary Bowles      |
| 40 | Guadalupa (bandiera)   | D     | Stéphane Zubar   |
| 41 | Inghilterra (bandiera) | D     | Lewis Lindsay    |